# 截口土蜗
截口土蜗（学名：Galba truncatula）为椎实螺科土蜗属的动物，俗名椎实螺。

## 分佈與棲息地
分布于欧洲、北美、北亚、北非以及中国大陆的黑龙江、吉林、内蒙古、新疆、西藏、河北、陕西、湖南、湖北、四川、贵州等地，多栖息于沼泽地区、小水洼、稻田、池塘、沟渠内以及冷热泉水域。其生存的海拔上限为2000米。

## 外部連結
- 維基物種上的相關：截口土蜗